# Thorbjørn Egner

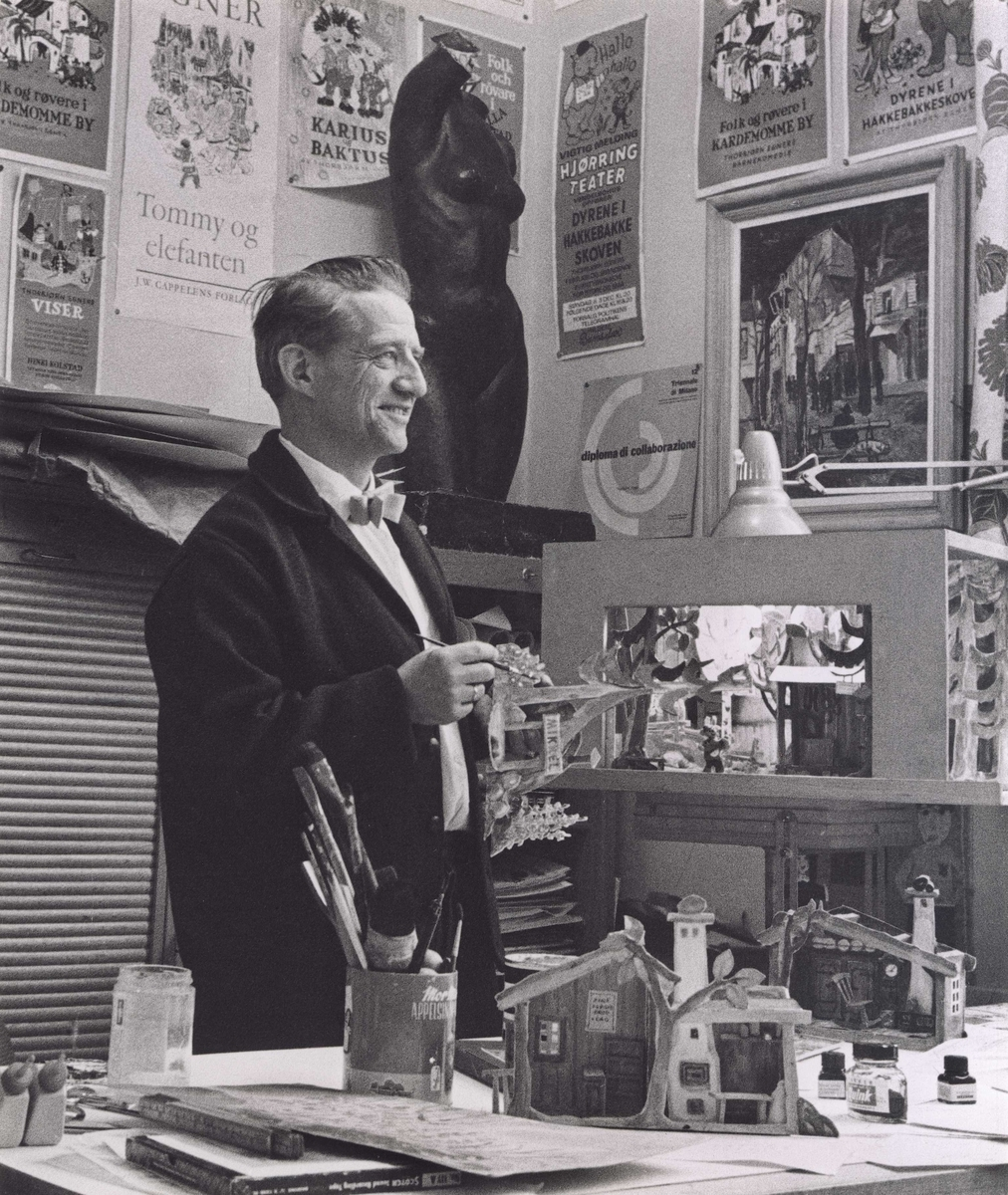
Egner ca 1960. Foto: Oslo Bymuseum

Thorbjørn Egner (* 12. Dezember 1912 in Kristiania (heute Oslo); † 24. Dezember 1990 in Oslo) war ein norwegischer Kinderbuchautor und -illustrator.

## Leben
Thorbjørn Egner wuchs in Kampen in Oslo auf. Als ausgebildeter Zeichner arbeitete er einige Zeit als Werbegrafiker. Als Kinderbuchautor wurde er in Norwegen landesweit bekannt, vornehmlich mit Karius und Baktus erlangte er auch außerhalb von Norwegen Bedeutung. Das Buch zählt heute zu den Kinderbuchklassikern und wurde auch mehrfach verfilmt. Egner illustrierte viele seiner Bücher selbst. Darüber hinaus war er als Komponist tätig. 1979 erhielt er den norwegischen Literaturpreis Cappelenprisen.
Am 24. Dezember 1990 erlag Thorbjørn Egner im Alter von 78 Jahren einem schweren Herzinfarkt. Er hinterließ eine Frau und vier Kinder.
Sein Urenkel ist der Skispringer Halvor Egner Granerud.

## Werke
- Karius und Baktus
- Ola-Ola
- Die Räuber von Kardemomme
- Ich heiße Ole Jakob
- Klaus Klettermaus und die anderen Tiere im Hackebackewald